# Província de Barcelona
Barcelona és una província de l'administració local d'Espanya, amb capital a Barcelona, que aglutina 311 municipis amb una població total de 5.487.935 habitants; i és la província més poblada de Catalunya i la segona d'Espanya. El govern provincial és la Diputació de Barcelona amb seu a l'edifici Casa Serra a la rambla de Catalunya de la ciutat de Barcelona.

## Història

Escut no oficial de la província

La província de Barcelona té el seu precedent en les quatre prefectures catalanes creades el 1810 pel governador general de Catalunya, el mariscal Pierre François Charles Augereau. La prefectura de Barcelona incloïa el Solsonès. El 1812, integrada Catalunya a l'imperi francès de Napoleó I, la prefectura va passar a ser el departament de Montserrat.
En la proposta de les Corts de Cadis del 1813, que no va entrar en vigor, la província de Barcelona limitava amb el riu Llobregat i incloïa la regió de Girona.
El 1822 es va aprovar una nova divisió territorial. La província amb capital a Barcelona rebia el nom restringit de província de Catalunya. Excloïa el Penedès i incloïa la Cerdanya.
El 30 de novembre de 1833, a proposta de Javier de Burgos, s'aprovava l'actual divisió provincial que ha estat en vigor excepte en el període del 1913 al 1925 de la Mancomunitat de Catalunya, i del 1931 al 1939 substituïda per la Generalitat republicana, en que la Diputació va ser-ne el punt de partida de la nova institució.

## Futur
Està previst, en virtut de la llei de vegueries aprovada pel Parlament de Catalunya, que la Diputació de Barcelona sigui substituïda inicialment per un consell de vegueria i posteriorment per dos: el de la vegueria de Barcelona i el de la Catalunya Central, o bé tres, incloent-hi la vegueria de l'Alt Ter.

## Territori
| Els vint-i-cinc municipis amb més habitants de la província de Barcelona són els següents (2024): 1. Barcelona (1.686.208 hab.) 2. L'Hospitalet de Llobregat (282.299 hab.) 3. Terrassa (228.294 hab.) 4. Badalona (226.219 hab.) 5. Sabadell (221.564 hab.) 6. Mataró (130.887 hab.) 7. Santa Coloma de Gramenet (120.903 hab.) 8. Sant Cugat del Vallès (98.649 hab.) 9. Cornellà de Llobregat (91.196 hab.) 10. Sant Boi de Llobregat (84.588 hab.) 11. Rubí (81.523 hab.) 12. Manresa (79.737 hab.) 13. Vilanova i la Geltrú (70.293 hab.) 14. Castelldefels (69.196 hab.) 15. Viladecans (67.179 hab.) 16. El Prat de Llobregat (65.910 hab.) 17. Granollers (63.897 hab.) 18. Cerdanyola del Vallès (57.831 hab.) 19. Mollet del Vallès (52.045 hab.) 20. Vic (49.333 hab.) 21. Gavà (47.961 hab.) 22. Esplugues de Llobregat (47.700 hab.) 23. Sant Feliu de Llobregat (46.381 hab.) 24. Igualada (41.755 hab.) 25. Vilafranca del Penedès (41.541 hab.) | La província conté les següents tretze comarques: - Alt Penedès - Anoia - Bages - Baix Llobregat - Barcelonès - Berguedà, excepte Gósol - Lluçanès - Garraf - Maresme - Moianès - Osona, excepte Espinelves, Vidrà i Viladrau - Vallès Occidental - Vallès Oriental A més a més, inclou el municipi de Fogars de la Selva de la comarca de la Selva. |

### Partits judicials

Partits judicials de Barcelona.

La província de Barcelona està dividida administrativament en 25 partits judicials.
|    | Partit judicial             | Nombre mun. | Població (hab) [2009] | Superfície (km²) | Densitat (hab/km²) |
| -- | --------------------------- | ----------- | --------------------- | ---------------- | ------------------ |
| 1  | Martorell                   | 9           | 130.888               | 152,5            | 858,1              |
| 2  | Manresa                     | 35          | 184.642               | 1.300,6          | 142,0              |
| 3  | Granollers                  | 35          | 286.536               | 769,7            | 372,3              |
| 4  | Mataró                      | 17          | 279.770               | 179,4            | 1.559,5            |
| 5  | Vic                         | 49          | 151.576               | 1.193,1          | 127,0              |
| 6  | Arenys de Mar               | 13          | 138.038               | 247,4            | 558,0              |
| 7  | Igualada                    | 32          | 108.946               | 850,6            | 128,1              |
| 8  | Berga                       | 30          | 41.525                | 1.129,3          | 36,8               |
| 9  | Vilafranca del Penedès      | 26          | 102.131               | 545,9            | 187,1              |
| 10 | Badalona                    | 3           | 263.578               | 27,6             | 9.553,4            |
| 11 | Barcelona                   | 1           | 1.621.537             | 98,2             | 16.510,9           |
| 12 | Sant Boi de Llobregat       | 4           | 99.381                | 54,1             | 1.837,3            |
| 13 | Sabadell                    | 9           | 305.237               | 222,4            | 1.372,3            |
| 14 | Vilanova i la Geltrú        | 7           | 145.288               | 231,8            | 626,8              |
| 15 | Terrassa                    | 6           | 235.328               | 181,3            | 1.298,0            |
| 16 | Sant Feliu de Llobregat     | 10          | 181.110               | 131,5            | 1.377,6            |
| 17 | Hospitalet de Llobregat, l' | 1           | 257.038               | 13,6             | 18.872,1           |
| 18 | Santa Coloma de Gramenet    | 1           | 119.717               | 7,1              | 16.885,3           |
| 19 | Cerdanyola del Vallès       | 5           | 174.111               | 67,8             | 2.566,9            |
| 20 | Cornellà de Llobregat       | 1           | 86.519                | 6,8              | 12.686,1           |
| 21 | Gavà                        | 4           | 177.834               | 114,2            | 1.557,9            |
| 22 | Mollet del Vallès           | 7           | 106.897               | 48,1             | 2.222,9            |
| 23 | Esplugues de Llobregat      | 2           | 62.673                | 12,3             | 5.083,0            |
| 24 | Rubí                        | 3           | 164.217               | 111,5            | 1.472,7            |
| 25 | Prat de Llobregat, el       | 1           | 63.418                | 31,5             | 2.011,4            |
|    | Barcelona                   | 311         | 5.487.935             | 7.728,2          | 710,1              |

## Demografia
| 1497 f | 1515 f | 1553 f | 1717    | 1787    | 1857    | 1877    | 1887    | 1900      | 1910      |
| ------ | ------ | ------ | ------- | ------- | ------- | ------- | ------- | --------- | --------- |
| 16.681 | 16.452 | 14.030 | 166.133 | 345.042 | 713.734 | 836.887 | 902.970 | 1.054.541 | 1.141.733 |

| 1920      | 1930      | 1940      | 1950      | 1960      | 1970      | 1981      | 1990      | 1992      | 1994      |
| --------- | --------- | --------- | --------- | --------- | --------- | --------- | --------- | --------- | --------- |
| 1.349.282 | 1.800.638 | 1.931.875 | 2.232.119 | 2.877.966 | 3.929.194 | 4.620.056 | 4.738.354 | 4.662.874 | 4.662.874 |

| 1996      | 1998      | 2000      | 2002      | 2004      | 2006      | 2008      | 2010      | 2012      | 2014      |
| --------- | --------- | --------- | --------- | --------- | --------- | --------- | --------- | --------- | --------- |
| 4.628.277 | 4.666.271 | 4.736.277 | 4.906.117 | 5.117.885 | 5.309.404 | 5.416.447 | 5.507.813 | 5.519.370 | 5.462.583 |

| 2016      | 2018      | 2020      | 2022 | 2024      | 2026 | 2028 | 2030 | 2032 | 2034 |
| --------- | --------- | --------- | ---- | --------- | ---- | ---- | ---- | ---- | ---- |
| 5.489.294 | 5.571.822 | 5.635.043 | -    | 5.899.063 | -    | -    | -    | -    | -    |

## Museus
La província de Barcelona compta amb 304 equipaments museístics.